# Julia Sinning
Julia Sinning (Amstelveen, Holanda Septentrional, Países Bajos; 18 de octubre de 1996) es una modelo, actriz y reina de belleza neerlandesa que fue coronada Miss Países Bajos 2021. Como Miss Países Bajos, Sinning representó a los Países Bajos en el certamen de Miss Universo 2021 en Eilat, Israel.

## Vida y carrera
Sinning nació el 18 de octubre de 1996 y originalmente de Amstelveen, pero luego se mudó a Ámsterdam. Ella es de ascendencia neerlandesa e indonesia. Sinning asistió a Amstelveen College en Amstelveen y también asistió a Hogeschool van Amsterdam (HvA) en Ámsterdam. Es licenciada en comunicaciones y también ha estudiado actuación en la Academia de Actores de Cine de Ámsterdam. Actualmente trabaja como actriz y presentadora.

## Concurso de belleza

### Miss Países Bajos 2021
El 29 de agosto de 2021, Sinning se unió a su etapa de boato cuando compitió y representó a Holanda Septentrional en Miss Países Bajos 2021 y ganó el título.
Al final del evento, Sinning fue coronada por Miss Países Bajos 2020 Denise Speelman.

### Miss Universo 2021
Como Miss Países Bajos, Sinning representó a su país en el certamen de Miss Universo 2021 en Eilat, Israel, donde no clasificó.